# Nekrolog November 2014
Nekrolog
◄◄
| ◄
| 2010
| 2011
| 2012
| 2013
| 2014 | 2015 | 2016 | 2017 | 2018 | ► | ►►
Januar |
Februar |
März |
April |
Mai |
Juni |
Juli |
August |
September |
Oktober |
November |
Dezember 2014
Weitere Ereignisse | Allgemeiner Nekrolog 2014
Die Beschreibung der verstorbenen Person sollte so kurz wie möglich gehalten sein und nur deren signifikante Tätigkeit(en) enthalten.
Neue Namen ggf. auch unter dem Geburts- und Sterbedatum, also etwa unter 1. Januar und im Geburts- und Sterbejahr (2024) eintragen (nur bei entsprechender großer Wichtigkeit). Für Beispiele siehe die schon vorhandenen Artikel.
Außerdem über die fünf zuletzt Verstorbenen, zu denen es einen ausreichend guten Artikel für eine Präsentation auf der Hauptseite gibt, nach der todesbedingten Überarbeitung der Artikel ggf. auch unter Wikipedia Diskussion:Hauptseite informieren und sie am besten auch in den anderen Wikipedia-Sprachversionen eintragen. Tipp: Regelmäßig bei news.google.de nach „ist tot“, „gestorben“ oder „verstorben“ suchen.
Wenn eine Person gestorben ist, gibt es viele Seiten zu dieser Person in der Wikipedia, die davon auch betroffen sind und entsprechend aktualisiert werden müssen. Beispiele: Namenübersichtsseite, Geburtsjahr, Geburtsort-Seiten und viele mehr.
Wie finde ich die betroffenen Seiten?
Im Suchfeld auf der linken Seite gibt man den Suchbegriff so ein: „Vorname Nachname“. Dann klickt man auf Volltext und alle Seiten mit entsprechendem Suchtext werden aufgerufen. Hier sieht man dann schnell, wo auch das Todesjahr Sinn macht oder sogar ein Teil des Artikels angepasst werden muss. Auch hilft das „Werkzeug“ auf der linken Seite sehr gut, um solche Seiten aufzufinden: „Links auf diese Seite“. Somit ist die Wikipedia wieder aktuell in allen Bereichen! Hinweis: bei Eintragung der Kategorie „Gestorben JAHR“ wird der Missbrauchsfilter 49 ausgelöst, was jedoch nicht schlimm ist. Siehe: Spezial:Missbrauchsfilter/49
Dies ist eine Liste von im November 2014 verstorbenen bekannten Persönlichkeiten. Die Einträge erfolgen innerhalb der einzelnen Daten alphabetisch sortiert. Tiere sind im Nekrolog für Tiere zu finden.

## November
| Tag          | Name                                        | Beruf, bekannt als                                                              | Alter | Beleg  |
| ------------ | ------------------------------------------- | ------------------------------------------------------------------------------- | ----- | ------ |
| 30. November | Radua Ashur                                 | ägyptische Schriftstellerin                                                     | 68    |        |
| 30. November | Fred Catherwood                             | britischer Politiker                                                            | 89    |        |
| 30. November | Qayyum Chowdhury                            | bangladeschischer Maler                                                         | 82    |        |
| 30. November | Charles Dobler                              | Schweizer klassischer Pianist und Musikpädagoge                                 | 91    |        |
| 30. November | Corneliu Fânățeanu                          | rumänischer Opernsänger                                                         | 81    |        |
| 30. November | Kazuko Hara                                 | japanische Komponistin                                                          | 79    |        |
| 30. November | Kent Haruf                                  | US-amerikanischer Schriftsteller                                                | 71    |        |
| 30. November | Rahim Jahani                                | afghanischer Sänger                                                             | 67    |        |
| 30. November | Martin Litton                               | US-amerikanischer Umweltschützer                                                | 97    |        |
| 30. November | Muriel Millard                              | kanadische Schauspielerin, Sängerin, Tänzerin und Malerin                       | 91    |        |
| 30. November | Ian Player                                  | südafrikanischer Umweltschützer                                                 | 87    |        |
| 30. November | Friedel Schirmer                            | deutscher Leichtathlet und Politiker                                            | 88    |        |
| 30. November | Jarbom Gamlin                               | indischer Politiker                                                             | 53    |        |
| 30. November | Anthony Dryden Marshall                     | US-amerikanischer Diplomat, Geheimdienstler und Theaterproduzent                | 90    |        |
| 30. November | Konrad Schwaller                            | Schweizer Verwaltungsbeamter und Jurist                                         | 69    |        |
| 30. November | Go Seigen                                   | chinesisch-japanischer Go-Spieler                                               | 100   |        |
| 30. November | Sigrid Trittmacher-Koch                     | deutsche Ballettmeisterin                                                       | 84    |        |
| 30. November | Elizabeth Young, Lady Kennet                | britische Dichterin, Künstlerin und Publizistin                                 | 91    |        |
| 29. November | Günter Bommert                              | deutscher Hörspielregisseur und Schauspieler                                    | 89    |        |
| 29. November | John Goodland                               | US-amerikanischer Erziehungswissenschaftler                                     | 94    |        |
| 29. November | Richard Herrmann                            | deutscher Offizier und Unternehmer                                              | 69    |        |
| 29. November | Brian Macdonald                             | kanadischer Choreograf                                                          | 86    |        |
| 29. November | Frances Nero                                | US-amerikanische Sängerin                                                       | 71    |        |
| 29. November | Hillel Oscar                                | israelischer Cricketspieler und -schiedsrichter                                 | 58    |        |
| 29. November | Pjotr Sajew                                 | sowjetischer Boxer                                                              | 61    |        |
| 29. November | Alois Scheffler                             | deutscher Fußballfunktionär                                                     | 99    |        |
| 29. November | Burchard Scheper                            | deutscher Historiker und Archivar                                               | 86    |        |
| 29. November | Jon Ster                                    | US-amerikanischer Gitarrist                                                     | 53    |        |
| 29. November | Mark Strand                                 | kanadisch-US-amerikanischer Dichter                                             | 80    |        |
| 28. November | Said Akl                                    | libanesischer Dichter                                                           | 102   |        |
| 28. November | Tuğçe Albayrak                              | deutsches Gewaltopfer                                                           | 23    |        |
| 28. November | Brumsic Brandon Jr.                         | US-amerikanischer Comiczeichner und -texter                                     | 87    |        |
| 28. November | Roberto Gómez Bolaños                       | mexikanischer Schauspieler, Regisseur und Autor                                 | 85    |        |
| 28. November | Wolfgang R. Habbel                          | deutscher Manager                                                               | 90    |        |
| 28. November | Herbert Hauck                               | deutscher Theaterintendant                                                      | 83    |        |
| 28. November | Jack Kyle                                   | irischer Rugby-Spieler                                                          | 88    |        |
| 28. November | Richard Laufner                             | österreichisch-deutscher Historiker, Bibliothekar und Archivar                  | 98    |        |
| 28. November | Johannes Friedrich Meister                  | deutscher Geistlicher                                                           | 87    |        |
| 28. November | Frances Nero                                | US-amerikanische Soul- und Jazz-Sängerin                                        | 71    |        |
| 28. November | Ronald Saypol                               | US-amerikanischer Manager                                                       | 85    |        |
| 28. November | Carl Albert Schiffers                       | deutscher Unternehmer und Verbandsfunktionär                                    | 79    |        |
| 28. November | Lucidio Sentimenti                          | italienischer Fußballspieler                                                    | 94    |        |
| 28. November | Mark Sokol                                  | amerikanischer Violinist                                                        | 68    |        |
| 28. November | Bunta Sugawara                              | japanischer Schauspieler                                                        | 81    |        |
| 28. November | Radomir Vukčević                            | jugoslawischer Fußballspieler                                                   | 73    |        |
| 28. November | William Walter Wiedrich                     | US-amerikanischer Bischof                                                       | 83    |        |
| 27. November | Erick Bamy                                  | französischer Sänger                                                            | 64    |        |
| 27. November | Lester Bernstein                            | US-amerikanischer Herausgeber                                                   | 94    |        |
| 27. November | Wanda Błeńska                               | polnische Medizinerin                                                           | 103   |        |
| 27. November | Wynn Chamberlain                            | US-amerikanischer Künstler                                                      | 87    |        |
| 27. November | Aldo Fasolo                                 | italienischer Biologe                                                           | ≈71   |        |
| 27. November | Armin Hasenpusch                            | deutscher General und Nachrichtendienstler                                      | 66    |        |
| 27. November | August Gottschalk                           | deutscher Fußballspieler                                                        | 92    |        |
| 27. November | Phillip Hughes                              | australischer Cricketspieler                                                    | 25    |        |
| 27. November | P. D. James                                 | britische Schriftstellerin                                                      | 94    |        |
| 27. November | Waleri Kalatschichin                        | sowjetischer Volleyballspieler                                                  | 75    |        |
| 27. November | Joachim Lischke                             | deutscher Fotograf                                                              | 90    |        |
| 27. November | Stanisław Mikulski                          | polnischer Schauspieler                                                         | 85    |        |
| 27. November | Hans-Jürgen Rabe                            | deutscher Jurist und Rechtswissenschaftler                                      | 79    |        |
| 27. November | Wolfgang Ratzek                             | deutscher Informationswissenschaftler                                           | 63    |        |
| 27. November | Tielko Tilemann                             | deutscher Theologe                                                              | 91    |        |
| 27. November | Wiktor Uljanitsch                           | sowjetischer Boxer                                                              | 65    |        |
| 27. November | Frank Yablans                               | US-amerikanischer Filmproduzent                                                 | 79    |        |
| 26. November | Helmut Arntzen                              | deutscher Literaturwissenschaftler                                              | 83    |        |
| 26. November | Walter Bielenberg                           | deutscher Verwaltungsjurist und Beamter                                         | 86    |        |
| 26. November | Arthur Bonsall                              | britischer Kryptograf                                                           | 97    |        |
| 26. November | Annemarie Düringer                          | Schweizer Schauspielerin                                                        | 89    |        |
| 26. November | Frankie Fraser                              | britischer Krimineller                                                          | 90    |        |
| 26. November | Datev Hovhannes Ğaribian                    | armenischer Bischof                                                             | 77    |        |
| 26. November | Marvin Leonard Goldberger                   | US-amerikanischer Physiker                                                      | 92    |        |
| 26. November | Mary Hinkson                                | US-amerikanische Tänzerin                                                       | 89    |        |
| 26. November | Inge Höck                                   | österreichische Malerin                                                         | 92    |        |
| 26. November | Fikret Kırcan                               | türkischer Fußballspieler und -trainer                                          | 94    |        |
| 26. November | Hans-Jochen Meyer-Höper                     | deutscher Konteradmiral                                                         | 79    |        |
| 26. November | Hermann Pedit                               | österreichischer Künstler                                                       | 81    |        |
| 26. November | Sabah                                       | libanesische Sängerin und Schauspielerin                                        | 87    |        |
| 26. November | Johanna Thimig                              | österreichische Schauspielerin                                                  | 71    |        |
| 26. November | Peter Underwood                             | britischer Parapsychologe                                                       | 91    |        |
| 26. November | Adolf Winkler                               | österreichischer Cellist, Dirigent, Musiklehrer und Komponist                   | 76    |        |
| 25. November | Werner Beiter                               | deutscher Konstrukteur, Werkzeugmacher und Erfinder                             | 75    |        |
| 25. November | Albert K. Cohen                             | US-amerikanischer Kriminologe                                                   | 96    |        |
| 25. November | Anne Cowdrey, 14. Lady Herries of Terregles | britische Pferdetrainerin und Politikerin                                       | 76    |        |
| 25. November | Sitara Devi                                 | indische Tänzerin und Schauspielerin                                            | 94    |        |
| 25. November | Joseph Thomas Dimino                        | US-amerikanischer Erzbischof                                                    | 91    |        |
| 25. November | Joanna Dunham                               | britische Schauspielerin                                                        | 78    |        |
| 25. November | Wladimir Gundarzew                          | sowjetischer Biathlet                                                           | 69    |        |
| 25. November | Petr Hapka                                  | tschechischer Komponist                                                         | 70    |        |
| 25. November | Denham Harman                               | US-amerikanischer Gerontologe                                                   | 98    |        |
| 25. November | Robert Herzl                                | österreichischer Regisseur                                                      | 74    |        |
| 25. November | Daan Holst                                  | niederländischer Radrennfahrer                                                  | 69    |        |
| 25. November | Aurelio Milani                              | italienischer Fußballspieler                                                    | 80    |        |
| 25. November | Udo Remmes                                  | deutscher Fotograf                                                              | 60    |        |
| 25. November | Heinrich Siedentopf                         | deutscher Rechts- und Verwaltungswissenschaftler                                | 76    |        |
| 25. November | Peter Wescombe                              | britischer Diplomat                                                             | 82    |        |
| 24. November | Erzsébet Balázs                             | ungarische Kunstturnerin                                                        | 94    |        |
| 24. November | Claire Barry                                | amerikanische Pop-Sängerin                                                      | 94    |        |
| 24. November | Mickey Champion                             | US-amerikanische R&B- und Blues-Sängerin                                        | 89    |        |
| 24. November | Murli Deora                                 | indischer Politiker                                                             | 77    |        |
| 24. November | Çetin Ersarı                                | türkischer Vizeadmiral                                                          | 78    |        |
| 24. November | Günther Friedrich                           | deutscher Mineraloge                                                            | 85    |        |
| 24. November | Rudolf Hoppe                                | deutscher Chemiker                                                              | 92    | [ 1 ]  |
| 24. November | Friedrich Theodor Kohl                      | deutscher Architekt und Politiker                                               | 92    | [ 2 ]  |
| 24. November | Manfred Luda                                | deutscher Jurist und Politiker                                                  | 93    |        |
| 24. November | Nenad Manojlović                            | jugoslawischer bzw. serbischer Wasserballspieler und -trainer                   | 60    |        |
| 24. November | John Neal                                   | englischer Fußballspieler und -trainer                                          | 82    |        |
| 24. November | Heinz Scharff                               | österreichischer General                                                        | 93    |        |
| 24. November | Emy Storm                                   | schwedische Schauspielerin                                                      | 89    |        |
| 24. November | Wiktor Tichonow                             | russischer Eishockeyspieler und -trainer                                        | 84    |        |
| 24. November | Marietta Uhden                              | deutsche Sportkletterin                                                         | 46    |        |
| 24. November | Othmar Zaubek                               | österreichischer Heimatforscher und Wissenschaftsjournalist                     | 65    |        |
| 23. November | Georges Badin                               | französischer Dichter und Maler                                                 | 87    |        |
| 23. November | Marion Barry                                | US-amerikanischer Politiker                                                     | 78    |        |
| 23. November | Dietrich Braun                              | deutscher evangelischer Theologe und Professor                                  | 86    |        |
| 23. November | Dorothy Cheney                              | US-amerikanische Tennisspielerin                                                | 98    |        |
| 23. November | Helmut Engelbrecht                          | österreichischer Pädagoge und Bildungshistoriker                                | 90    |        |
| 23. November | Martina I. Kischke                          | deutsche Journalistin                                                           | 79    | [ 3 ]  |
| 23. November | Allan Kornblum                              | US-amerikanischer Verleger                                                      | 65    |        |
| 23. November | Joseph Francis Maguire                      | US-amerikanischer Bischof                                                       | 95    |        |
| 23. November | Franz Georg Maier                           | deutscher Althistoriker                                                         | 88    |        |
| 23. November | Murray Oliver                               | kanadischer Eishockeyspieler                                                    | 77    |        |
| 23. November | Clive Palmer                                | britischer Folkmusiker                                                          | 71    |        |
| 23. November | Pat Quinn                                   | kanadischer Eishockeyspieler und -trainer                                       | 71    |        |
| 23. November | Rudolf Reichling junior                     | Schweizer Ruderer und Politiker                                                 | 90    |        |
| 23. November | Theobald Rieth                              | deutscher Geistlicher                                                           | 88    |        |
| 23. November | Alla Sisowa                                 | russische Balletttänzerin                                                       | 75    |        |
| 23. November | Rupert Stamm                                | deutscher Jazzmusiker und Musikpädagoge                                         | 51    | [ 4 ]  |
| 23. November | David Stoddart                              | britischer Geograph                                                             | 77    |        |
| 22. November | Fiorenzo Angelini                           | italienischer Kardinal                                                          | 98    |        |
| 22. November | Margaret Aston                              | britische Historikerin und Mediävistin                                          | 82    |        |
| 22. November | Lewis Baltz                                 | US-amerikanischer Fotograf                                                      | 69    |        |
| 22. November | Wilfried Barner                             | deutscher Literaturwissenschaftler                                              | 77    |        |
| 22. November | Horst Fügner                                | deutscher Motorradrennfahrer                                                    | 91    |        |
| 22. November | Bernard Heidsieck                           | französischer Dichter                                                           | 85    |        |
| 22. November | Karl Hillenbrand                            | deutscher Geistlicher                                                           | 64    | [ 5 ]  |
| 22. November | Herbert Hofmann                             | deutscher Politiker                                                             | 78    |        |
| 22. November | Paul Katz                                   | US-amerikanischer Architekt und Manager                                         | 57    |        |
| 22. November | Viktor Meier                                | Schweizer Journalist                                                            | 85    |        |
| 22. November | Maciej Popko                                | polnischer Hethitologe                                                          | 77    |        |
| 22. November | Émile Poulat                                | französischer Historiker und Soziologe                                          | 94    |        |
| 22. November | Johann-Heinrich Rehwinkel                   | deutscher Politiker                                                             | 77    | [ 6 ]  |
| 22. November | Kęstutis Juozas Stungys                     | litauischer Jurist                                                              | 74    |        |
| 22. November | Ian Thomson                                 | schottischer Rugbyspieler                                                       | 84    |        |
| 22. November | Israel Zamir                                | israelischer Schriftsteller                                                     | 85    |        |
| 21. November | Heidi Deneys                                | Schweizer Politikerin                                                           | 77    | [ 7 ]  |
| 21. November | Richard Eder                                | US-amerikanischer Journalist, Theater-, Literatur- und Filmkritiker             | 82    |        |
| 21. November | Peter Mittelstaedt                          | deutscher Physiker und Wissenschaftstheoretiker                                 | 84    |        |
| 21. November | Vicente Paterno                             | philippinischer Politiker                                                       | 89    |        |
| 21. November | Paul von Ragué Schleyer                     | US-amerikanischer Chemiker                                                      | 84    |        |
| 21. November | Norbert Skrovanek                           | deutscher Fernsehregisseur, Drehbuchautor, Produzent und Hochschullehrer        | 60    |        |
| 21. November | Carmina Virgili                             | spanische Geologin                                                              | 87    |        |
| 21. November | Wang Kun                                    | chinesische Sängerin der traditionellen Oper                                    | 89    |        |
| 20. November | Márcio Thomaz Bastos                        | brasilianischer Politiker                                                       | 79    |        |
| 20. November | Joe Bonner                                  | US-amerikanischer Jazzpianist                                                   | 66    |        |
| 20. November | Arthur Butterworth                          | britischer Komponist, Dirigent und Musikpädagoge                                | 91    |        |
| 20. November | Salvador Corratgé                           | kubanischer Maler                                                               | 86    |        |
| 20. November | N. J. Dawood                                | irakischer Übersetzer                                                           | 87    |        |
| 20. November | Cayetana Fitz-James Stuart                  | spanische Adlige                                                                | 88    |        |
| 20. November | Gina Hill                                   | US-amerikanische Gospelsängerin                                                 | 73    |        |
| 20. November | Hans Lamers                                 | deutscher Jurist und Politiker                                                  | 88    |        |
| 20. November | Stanley McDonald                            | US-amerikanischer Unternehmer                                                   | 94    |        |
| 20. November | Enrique Mrak                                | uruguayischer Journalist und Schauspieler                                       | 63    |        |
| 20. November | Gertraud Schaar                             | deutsche Textilgestalterin                                                      | 77    |        |
| 20. November | Nana Yuriko                                 | deutsch-japanische Regisseurin, Drehbuchautorin, Kamerafrau und Filmproduzentin | 41    |        |
| 19. November | Roy Bhaskar                                 | britischer Philosoph                                                            | 70    | [ 8 ]  |
| 19. November | Kurt Boysen                                 | deutscher Jurist und Politiker                                                  | 81    |        |
| 19. November | Jeremiah Coffey                             | irischer Bischof                                                                | 81    |        |
| 19. November | Will Connell                                | US-amerikanischer Jazzmusiker                                                   | ≈76   |        |
| 19. November | Bengt Eriksson                              | schwedischer Nordischer Kombinierer und Skispringer                             | 83    |        |
| 19. November | Rudolf Hecker                               | deutscher Physiker                                                              | 88    |        |
| 19. November | Hans-Joachim Grünwald                       | deutscher Sportfunktionär                                                       | 83    | [ 9 ]  |
| 19. November | Drago Ikić                                  | jugoslawischer Mediziner                                                        | 97    |        |
| 19. November | Heinz-Josef Kehr                            | deutscher Fußballspieler                                                        | 63    |        |
| 19. November | Carlos López Matteo                         | uruguayischer Journalist                                                        | ≈75   |        |
| 19. November | Mike Nichols                                | US-amerikanischer Regisseur, Produzent und Schauspieler                         | 83    |        |
| 19. November | Leonard James Olivier                       | US-amerikanischer Bischof                                                       | 91    |        |
| 19. November | Sebelio Peralta Álvarez                     | paraguayischer Bischof                                                          | 75    | [ 10 ] |
| 19. November | Hans-Georg Retzko                           | deutscher Bauingenieur und Verkehrswissenschaftler                              | 85    | [ 11 ] |
| 19. November | Raúl Sichero                                | uruguayischer Architekt                                                         | 98    |        |
| 19. November | Jon Stallworthy                             | britischer Dichter und Literaturwissenschaftler                                 | 79    |        |
| 18. November | Dave Appell                                 | US-amerikanischer Musiker, Arrangeur und Produzent                              | 92    |        |
| 18. November | Ahmad al-Lawzi                              | jordanischer Politiker                                                          | 89    |        |
| 18. November | Pepe Eliaschev                              | argentinischer Journalist und Schriftsteller                                    | 69    |        |
| 18. November | Alain Gilles                                | französischer Basketballspieler und -trainer                                    | 69    |        |
| 18. November | Josef Hutterer                              | österreichischer Politiker                                                      | 95    |        |
| 18. November | Elli Michler                                | deutsche Lyrikerin                                                              | 91    |        |
| 18. November | Ana Raquel "Mimi" Satre                     | uruguayische Sopranistin                                                        | 89    |        |
| 18. November | Rolf Thissen                                | deutscher Journalist, Filmkritiker, Dokumentarfilmer, Autor und Übersetzer      | 66    |        |
| 17. November | Willy Burgdorfer                            | US-amerikanischer Mediziner und Bakteriologe                                    | 89    |        |
| 17. November | Omar Chabán                                 | argentinischer Unternehmer                                                      | 62    |        |
| 17. November | Alan Cohn                                   | US-amerikanischer Manager und Jazz-Promoter                                     | 84    |        |
| 17. November | Gyula Csepregi                              | ungarischer Saxophonist                                                         | 56    |        |
| 17. November | John T. Downey                              | US-amerikanischer Geheimagent und Kriegsgefangener                              | 84    |        |
| 17. November | Dr. Flori                                   | albanischer Sänger, Liedtexter und Rapper                                       | 35    |        |
| 17. November | Willi Dürrschnabel                          | deutscher Fußballspieler                                                        | 69    |        |
| 17. November | Victor Elmaleh                              | US-amerikanischer Unternehmer                                                   | 95    |        |
| 17. November | Bill Frenzel                                | US-amerikanischer Politiker                                                     | 86    |        |
| 17. November | Heinz Jakobi                                | deutscher Radrennfahrer                                                         | 92    |        |
| 17. November | Burkhart Kienast                            | deutscher Altorientalist                                                        | 85    |        |
| 17. November | Ingetraut Ludolphy                          | deutsche Theologin und Historikerin                                             | 93    |        |
| 17. November | Diego Moltrer                               | italienischer Politiker                                                         | 47    |        |
| 17. November | Ilija Pantelić                              | jugoslawischer Fußballspieler                                                   | 72    |        |
| 17. November | Fred Personne                               | französischer Schauspieler                                                      | 82    |        |
| 17. November | Marcel Rudasingwa                           | ruandischer Diplomat                                                            | 59    |        |
| 17. November | Jimmy Ruffin                                | US-amerikanischer Soulsänger                                                    | 78    |        |
| 17. November | Ray Sadecki                                 | US-amerikanischer Baseballspieler                                               | 73    |        |
| 17. November | Patrick Suppes                              | US-amerikanischer Wissenschaftstheoretiker                                      | 92    |        |
| 17. November | Nancy H. Teeters                            | US-amerikanische Wissenschaftswissenschaftlerin und Politikberaterin            | 84    |        |
| 17. November | Gerhard Theuerkauf                          | deutscher Historiker                                                            | 81    |        |
| 17. November | Urs Martin Zahnd                            | Schweizer Historiker                                                            | 69    |        |
| 16. November | Javier Azagra Labiano                       | spanischer Bischof                                                              | 91    |        |
| 16. November | Antoni Maria Badia i Margarit               | spanischer Romanist, Hispanist und Katalanist                                   | 94    |        |
| 16. November | Charles Champlin                            | US-amerikanischer Journalist und Filmkritiker                                   | 88    |        |
| 16. November | Jovan Ćirilov                               | jugoslawischer bzw. serbischer Schriftsteller und Dramaturg                     | 83    |        |
| 16. November | Esther M. Conwell                           | US-amerikanische Chemikerin                                                     | 92    |        |
| 16. November | Ian Craig                                   | australischer Cricketspieler                                                    | 79    |        |
| 16. November | Reynaldo Creagh                             | kubanischer Sänger                                                              | 96    |        |
| 16. November | Dessie Hughes                               | irischer Jockey und Pferdetrainer                                               | 71    |        |
| 16. November | Wernfried Maltusch                          | deutscher Rundfunkfunktionär                                                    | 88    |        |
| 16. November | Serge Moscovici                             | französischer Sozialpsychologe                                                  | 89    |        |
| 16. November | Carl Sanders                                | US-amerikanischer Jurist und Politiker                                          | 89    |        |
| 16. November | Sik Kok Kwong                               | chinesischer Mönch                                                              | 95    |        |
| 15. November | Joseph Hafele                               | US-amerikanischer Physiker                                                      | 81    |        |
| 15. November | Max Birnstiel                               | Schweizer Molekularbiologe                                                      | 81    |        |
| 15. November | Jack Chalker                                | britischer Maler                                                                | 96    |        |
| 15. November | Bunny Briggs                                | US-amerikanischer Stepptänzer                                                   | 92    |        |
| 15. November | Lucien Clergue                              | französischer Fotograf, Autor und Filmemacher                                   | 80    |        |
| 15. November | Nissim Eliad                                | israelischer Politiker                                                          | 95    |        |
| 15. November | Leslie Feinberg                             | US-amerikanische Autorin und Aktivistin                                         | 65    |        |
| 15. November | Werner Haase                                | deutscher Skilangläufer                                                         | 80    |        |
| 15. November | Mary Glen-Haig                              | britische Fechterin und Sportfunktionärin                                       | 96    |        |
| 15. November | This Jenny                                  | Schweizer Politiker                                                             | 62    |        |
| 15. November | Armin Köhler                                | deutscher Musikwissenschaftler                                                  | 62    |        |
| 15. November | Werner Lange                                | deutscher Heeresoffizier                                                        | 85    |        |
| 15. November | George Paulus                               | US-amerikanischer Plattenlabelbetreiber                                         | 66    |        |
| 15. November | Reg Withers                                 | australischer Politiker                                                         | 90    |        |
| 14. November | Marius Barnard                              | südafrikanischer Chirurg                                                        | 87    |        |
| 14. November | Carlo Binetti                               | Schweizer Manager, Politiker und Fußballtrainer                                 | 83    | [ 12 ] |
| 14. November | Henri Brincard                              | französischer Bischof                                                           | 74    |        |
| 14. November | Diem Brown                                  | US-amerikanische Reality-TV-Darstellerin                                        | 32    |        |
| 14. November | Jane Byrne                                  | US-amerikanische Politikerin                                                    | 80    |        |
| 14. November | Eugene Dynkin                               | russischer Mathematiker                                                         | 90    |        |
| 14. November | Maurus Esteva Alsina                        | spanischer Zisterzienserabt                                                     | 81    |        |
| 14. November | Hans Michael Franke                         | deutscher Bildhauer                                                             | 51    |        |
| 14. November | Tulio Halperín Donghi                       | argentinischer Historiker                                                       | 88    |        |
| 14. November | Ernst Wilhelm Handschumacher                | deutscher Jurist und Politiker                                                  | 89    |        |
| 14. November | Ursula Haucke                               | deutsche Autorin                                                                | 90    |        |
| 14. November | Adib Jatene                                 | brasilianischer Mediziner und Politiker                                         | 85    |        |
| 14. November | Kristian Jeppesen                           | dänischer Archäologe                                                            | 89    |        |
| 14. November | Glen A. Larson                              | US-amerikanischer Autor, Filmproduzent und Komponist                            | 77    |        |
| 14. November | James A. Lebenthal                          | US-amerikanischer Finanzexperte und Buchautor                                   | 86    |        |
| 14. November | Dieter Noll                                 | deutscher Politiker                                                             | 75    |        |
| 14. November | William H. Scheide                          | US-amerikanischer Unternehmer und Philanthrop                                   | 100   |        |
| 14. November | Lino Spiteri                                | maltesischer Politiker                                                          | 76    |        |
| 14. November | William Spoor                               | US-amerikanischer Manager                                                       | 91    |        |
| 14. November | Heidy Stangenberg-Merck                     | deutsche Malerin                                                                | 92    |        |
| 14. November | Paul Vaughan                                | britischer Journalist und Radiomoderator                                        | 89    |        |
| 14. November | Cherry Wainer                               | südafrikanische Organistin                                                      | 78    |        |
| 13. November | Kacha Bendukidse                            | georgisch-russischer Unternehmer und Politiker                                  | 58    |        |
| 13. November | Mike Burney                                 | britischer Saxophonist                                                          | 70    |        |
| 13. November | Alvin Dark                                  | US-amerikanischer Baseballspieler                                               | 92    |        |
| 13. November | William Dugdale, 2. Baronet                 | britischer Fußballfunktionär                                                    | 92    |        |
| 13. November | Dennis Elwell                               | britischer Astrologe                                                            | 84    |        |
| 13. November | Alexander Grothendieck                      | französischer Mathematiker                                                      | 86    |        |
| 13. November | Howie Lee                                   | kanadischer Eishockeyspieler                                                    | 85    |        |
| 13. November | Manfred Meier-Preschany                     | deutscher Kreditfachmann und Wirtschaftsberater                                 | 85    |        |
| 13. November | Irving Peress                               | US-amerikanischer Zahnarzt und Justizopfer                                      | 97    |        |
| 13. November | Wolfgang Theuerkauf                         | deutsch-indischer Botaniker und Naturschützer                                   | 66    |        |
| 12. November | Buddy Catlett                               | US-amerikanischer Jazzmusiker                                                   | 81    |        |
| 12. November | Ravi Chopra                                 | indischer Filmregisseur und -produzent                                          | 68    |        |
| 12. November | Warren Clarke                               | britischer Schauspieler                                                         | 67    |        |
| 12. November | Norbert Grella                              | deutscher Unternehmer                                                           | 64    |        |
| 12. November | Peter Leibfried                             | deutscher Politiker                                                             | 67    |        |
| 12. November | David Mackay                                | britischer Architekt                                                            | 80    |        |
| 12. November | Fernando Mascarenhas                        | portugiesischer Adliger                                                         | 69    |        |
| 12. November | Richard Pasco                               | britischer Schauspieler                                                         | 88    |        |
| 12. November | Jiří Petr                                   | tschechischer Agrarwissenschaftler                                              | 83    |        |
| 12. November | Marge Roukema                               | US-amerikanische Politikerin                                                    | 85    |        |
| 12. November | Bernard Stonehouse                          | britischer Polarforscher                                                        | 88    |        |
| 12. November | Little Joe Washington                       | US-amerikanischer Bluesmusiker                                                  | 75    |        |
| 11. November | Big Bank Hank                               | US-amerikanischer Rapper                                                        | 57    |        |
| 11. November | Heinz Dietrich                              | deutscher Sportfunktionär                                                       | 87    |        |
| 11. November | John Doar                                   | US-amerikanischer Jurist                                                        | 92    |        |
| 11. November | Richard Duardo                              | US-amerikanischer Grafiker                                                      | 62    |        |
| 11. November | Mark Dyer                                   | US-amerikanischer Bischof                                                       | 84    |        |
| 11. November | Günter Feist                                | deutscher Kunsthistoriker                                                       | 85    |        |
| 11. November | Ulrich Freimuth                             | deutscher Lebensmittelchemiker                                                  | 100   |        |
| 11. November | Holger Haag                                 | deutscher Landschaftsarchitekt                                                  | 76    |        |
| 11. November | Philip G. Hodge                             | US-amerikanischer Ingenieurwissenschaftler                                      | 94    |        |
| 11. November | Caetano Antônio Lima dos Santos             | brasilianischer Bischof                                                         | 98    | [ 13 ] |
| 11. November | Jan Holger Lindhardt                        | dänischer Bischof                                                               | 76    |        |
| 11. November | Francis Margesson, 2. Viscount Margesson    | britischer Peer und Politiker                                                   | 92    |        |
| 11. November | Deirdre Murphy                              | US-amerikanisch-irische Radrennfahrerin                                         | 55    |        |
| 11. November | Joachim Rottmann                            | deutscher Jurist                                                                | 89    |        |
| 11. November | Rolf Schwarz                                | deutscher Journalist und Herausgeber                                            | 68    |        |
| 11. November | Carl Steenstrup                             | dänischer Japanologe                                                            | 79    |        |
| 11. November | Donald F. Steiner                           | US-amerikanischer Biochemiker                                                   | 84    |        |
| 11. November | Carol Ann Susi                              | US-amerikanische Schauspielerin                                                 | 62    |        |
| 11. November | Reinhard Uhde                               | deutscher Journalist und Politiker                                              | 85    |        |
| 10. November | Josip Boljkovac                             | jugoslawischer Politiker                                                        | 93    |        |
| 10. November | Gottfried Eisermann                         | deutscher Volkswirt und Soziologe                                               | 96    |        |
| 10. November | Paulus Gerdes                               | niederländischer Mathematiker und Hochschullehrer                               | 61    |        |
| 10. November | Wayne Goss                                  | australischer Politiker                                                         | 63    |        |
| 10. November | Sally Hardcastle                            | britische Journalistin und Radiomoderatorin                                     | 69    |        |
| 10. November | Sigmund Hermann                             | liechtensteinischer Radrennfahrer                                               | 55    |        |
| 10. November | Ernest Kinoy                                | US-amerikanischer Drehbuchautor und Dramaturg                                   | 89    |        |
| 10. November | Karsten Klaue                               | deutscher Fernseh- und Hörfunksprecher                                          | 52    |        |
| 10. November | John Hans Krebs                             | US-amerikanischer Politiker                                                     | 87    | [ 14 ] |
| 10. November | Peter Merck                                 | deutscher Pharmaunternehmer                                                     | 87    | [ 15 ] |
| 10. November | Doc Paskowitz                               | US-amerikanischer Surfer                                                        | 93    |        |
| 10. November | Harland Stonecipher                         | US-amerikanischer Unternehmer                                                   | 76    |        |
| 10. November | Ken Takakura                                | japanischer Schauspieler                                                        | 83    |        |
| 10. November | Manfred Thoma                               | deutscher Ingenieur und Hochschullehrer                                         | 85    | [ 16 ] |
| 10. November | Tomas Young                                 | US-amerikanischer Kriegsveteran und Aktivist                                    | 34    |        |
| 9. November  | Jonathan Athon                              | US-amerikanischer Bassist                                                       | 32    |        |
| 9. November  | Saud bin Mohammed Al Thani                  | katarischer Politiker und Angehöriger der katarischen Herrscherfamilie          | ≈48   |        |
| 9. November  | Mirl Buchner                                | deutsche Skirennläuferin                                                        | 90    |        |
| 9. November  | Peter von Butler                            | deutscher Diplomat                                                              | 74    |        |
| 9. November  | Hans-Joachim Erwe                           | deutscher Musikpädagoge und Musikwissenschaftler                                | 58    |        |
| 9. November  | Juan Antonio Flores Santana                 | dominikanischer Erzbischof                                                      | 87    |        |
| 9. November  | Ina Ginsburg                                | US-amerikanische Kunstförderin                                                  | 98    |        |
| 9. November  | Gene Grazia                                 | italienisch-US-amerikanischer Eishockeyspieler                                  | 80    |        |
| 9. November  | Alexander Kurzbach                          | deutscher Volleyballspieler                                                     | 23    |        |
| 9. November  | Reinhard Leisenheimer                       | deutscher Sänger und Hochschullehrer                                            | 75    |        |
| 9. November  | Eberhard Löhr                               | deutscher Radiologe und Strahlenforscher                                        | 86    | [ 17 ] |
| 9. November  | Stefano Mingardo                            | italienischer American-Football-Spieler und Schauspieler                        | 55    | [ 18 ] |
| 9. November  | Willy Monty                                 | belgischer Radrennfahrer                                                        | 75    |        |
| 9. November  | R. A. Montgomery                            | US-amerikanischer Kinderbuchautor                                               | 78    |        |
| 9. November  | Myles Munroe                                | bahamaischer Prediger                                                           | 60    |        |
| 9. November  | Otto Neukum                                 | deutscher Politiker                                                             | 84    |        |
| 9. November  | Geula Nuni                                  | israelische Schauspielerin                                                      | 72    |        |
| 9. November  | Jacques Saulnier                            | französischer Filmarchitekt                                                     | 86    |        |
| 9. November  | Jerry Tallmer                               | US-amerikanischer Theaterkritiker                                               | 93    |        |
| 9. November  | Joe Walsh                                   | irischer Politiker                                                              | 71    |        |
| 8. November  | Ulrich Julius Baumgartner                   | Schweizer Architekt und Hochschullehrer                                         | 94    |        |
| 8. November  | Aurora Bernárdez                            | argentinische Übersetzerin                                                      | 94    |        |
| 8. November  | Phil Crane                                  | US-amerikanischer Politiker                                                     | 84    |        |
| 8. November  | Ivey Dickson                                | britische Pianistin                                                             | 95    |        |
| 8. November  | Gerhard Gerlich                             | deutscher Physiker                                                              | 72    | [ 19 ] |
| 8. November  | Volkmar Gessner                             | deutscher Rechtswissenschaftler                                                 | 77    | [ 20 ] |
| 8. November  | Luigi Gorrini                               | italienischer Jagdflieger                                                       | 97    |        |
| 8. November  | Hannes Hegen                                | deutscher Grafiker und Comiczeichner                                            | 89    |        |
| 8. November  | Archibald Johnstone                         | kanadischer Politiker                                                           | 90    |        |
| 8. November  | Christian Jouanin                           | französischer Ornithologe und Naturschützer                                     | 89    |        |
| 8. November  | Eberhard Plein                              | deutscher Geologe                                                               | 90    | [ 21 ] |
| 8. November  | Alexander Potapow                           | sowjetischer bzw. russischer Schauspieler                                       | 73    |        |
| 8. November  | Humberto Ríos                               | bolivianischer Regisseur                                                        | 84    |        |
| 8. November  | Ernie Vandeweghe                            | US-amerikanischer Basketballspieler                                             | 86    |        |
| 8. November  | Audrey Wardington                           | britische Peer, Model und Herausgeberin                                         | 87    |        |
| 8. November  | Otto Ziege                                  | deutscher Radrennfahrer und Radsportfunktionär                                  | 88    |        |
| 8. November  | Otmar Zwiebelhofer                          | deutscher Unternehmer und Verbandsfunktionär                                    | 79    |        |
| 7. November  | Georg Dhom                                  | deutscher Pathologe                                                             | 92    | [ 22 ] |
| 7. November  | Johan Engels                                | südafrikanischer Kostüm- und Bühnenbildner                                      | 62    |        |
| 7. November  | Lincoln D. Faurer                           | US-amerikanischer Geheimdienstchef                                              | 86    |        |
| 7. November  | Tamás Ferkay                                | ungarisch-österreichischer Regisseur                                            | 73    |        |
| 7. November  | Kajetan Kovič                               | slowenischer Dichter                                                            | 83    |        |
| 7. November  | David R. Oldroyd                            | australischer Geologe und Wissenschaftshistoriker                               | 78    |        |
| 7. November  | Tórbjørn Poulsen                            | färöischer Politiker                                                            | 82    |        |
| 7. November  | Delford Smith                               | US-amerikanischer Unternehmer                                                   | 84    |        |
| 7. November  | Juan Alberto Taverna                        | argentinischer Fußballspieler                                                   | 66    |        |
| 6. November  | Giampiero Biscaldi                          | italienischer Automobilrennfahrer                                               | 77    |        |
| 6. November  | Maggie Boyle                                | britische Folksängerin und -musikerin                                           | 57    |        |
| 6. November  | Philipp Fürst                               | deutscher Turner und Turntrainer                                                | 77    |        |
| 6. November  | Ulrich Gabathuler                           | Schweizer Mediziner                                                             | 61    |        |
| 6. November  | Udelgard Körber-Grohne                      | deutsche Archäobotanikerin                                                      | 91    | [ 23 ] |
| 6. November  | Thomas Kornack                              | deutscher Schauspieler                                                          | 38    |        |
| 6. November  | Wiktor Kostezki                             | sowjetischer bzw. russischer Schauspieler                                       | 73    |        |
| 6. November  | Margrit Beran Krewson                       | US-amerikanische Bibliothekarin                                                 | 78    |        |
| 6. November  | Thomas Macpherson                           | britischer Weltkriegsveteran                                                    | 94    |        |
| 6. November  | Abdelwahab Meddeb                           | tunesisch-französischer Schriftsteller                                          | 68    |        |
| 6. November  | Ulrich Menzel                               | deutscher Politiker                                                             | 75    |        |
| 6. November  | Manitas de Plata                            | französischer Gitarrist                                                         | 93    |        |
| 6. November  | Vivienne Price                              | britische Musikpädagogin und Orchestergründerin                                 | 83    |        |
| 6. November  | Anthony Reeve                               | britischer Diplomat                                                             | 76    |        |
| 6. November  | Rick Rosas                                  | US-amerikanischer Bassist                                                       | 65    |        |
| 6. November  | William Rosenberg                           | dänischer Schauspieler                                                          | 94    |        |
| 6. November  | Rudolf Vallendor                            | deutscher Mundartdichter                                                        | 96    |        |
| 6. November  | Johanna Weber                               | deutsch-britische Mathematikerin                                                | 104   |        |
| 6. November  | Günter Weiß                                 | deutscher Maler                                                                 | 74    |        |
| 5. November  | Iuri Akobia                                 | georgischer Schachkomponist                                                     | 77    |        |
| 5. November  | Gustav Adolf Benrath                        | deutscher Theologe und Kirchenhistoriker                                        | 82    | [ 24 ] |
| 5. November  | Marianne van den Boomen                     | niederländische Psychologin, Politikwissenschaftlerin und Autorin               | 58    |        |
| 5. November  | Brian Cashinella                            | britischer Journalist und Buchautor                                             | 75    |        |
| 5. November  | Robert Craves                               | US-amerikanischer Unternehmer und Philanthrop                                   | 72    |        |
| 5. November  | Alexei Dewottschenko                        | russischer Schauspieler                                                         | 49    |        |
| 5. November  | Helmut Dohr                                 | deutscher Fußballfunktionär                                                     | 84    |        |
| 5. November  | Lane Evans                                  | US-amerikanischer Politiker                                                     | 63    |        |
| 5. November  | Anni Gondro                                 | deutsche Gewerkschafterin und Frauenrechtlerin                                  | 95    | [ 25 ] |
| 5. November  | Elisabeth Manas                             | österreichische Journalistin                                                    | 62    |        |
| 5. November  | Wladimir Mowsisjan                          | armenischer Politiker                                                           | 80    |        |
| 5. November  | Hans Müller-Braunschweig                    | deutscher Psychoanalytiker                                                      | 88    |        |
| 5. November  | Jack Nelson                                 | US-amerikanischer Schwimmer und Schwimmtrainer                                  | 82    |        |
| 5. November  | Clement Price                               | US-amerikanischer Historiker                                                    | 69    |        |
| 5. November  | Hugo Schanovsky                             | österreichischer Politiker und Autor                                            | 86    |        |
| 5. November  | Jim Steel                                   | US-amerikanischer Regisseur und Filmproduzent                                   | 56    |        |
| 5. November  | Gerd Westermann                             | deutscher Paläontologe                                                          | 87    |        |
| 4. November  | Anton Bauer                                 | deutscher Pomologe                                                              | 83    |        |
| 4. November  | Colin Docker                                | britischer Bischof                                                              | 88    |        |
| 4. November  | Joske Ereli                                 | israelischer Manager und Aussöhnungsaktivist                                    | 93    |        |
| 4. November  | Jack Fitzsimons                             | irischer Politiker, Architekt und Autor                                         | 84    |        |
| 4. November  | Clemens Haindl                              | deutscher Unternehmer                                                           | 78    |        |
| 4. November  | Derek Hogg                                  | britischer Fußballspieler                                                       | 84    |        |
| 4. November  | Hans Itschert                               | deutscher Amerikanist und Hochschullehrer                                       | 89    |        |
| 4. November  | Gunthar Lehner                              | deutscher Journalist                                                            | 95    |        |
| 4. November  | Eftimie Victor Luca                         | rumänischer Bischof                                                             | 100   |        |
| 4. November  | Karl Nedwed                                 | österreichischer Eishockeyfunktionär                                            | 71    |        |
| 4. November  | Enrique Olivera                             | argentinischer Politiker                                                        | 74    |        |
| 4. November  | Harry Pearson                               | US-amerikanischer Journalist und Zeitungsgründer                                | 77    |        |
| 4. November  | Richard Schaal                              | US-amerikanischer Schauspieler                                                  | 86    |        |
| 4. November  | Rudolf Schlott                              | deutscher Fußballtrainer                                                        | 87    |        |
| 4. November  | Annæus Schjødt, Jr.                         | norwegischer Jurist                                                             | 94    |        |
| 4. November  | Friedrich Martin Seitz                      | österreichischer Maler und Grafiker                                             | 88    |        |
| 4. November  | Liudvikas Simutis                           | litauischer Politiker                                                           | 79    |        |
| 4. November  | James Mwewa Spaita                          | sambischer Erzbischof                                                           | 80    |        |
| 4. November  | S. Donald Stookey                           | US-amerikanischer Materialforscher und Erfinder                                 | 99    |        |
| 4. November  | Eddie Stuart                                | südafrikanischer Fußballspieler                                                 | 83    |        |
| 4. November  | Gus Vlahavas                                | US-amerikanischer Gastronom                                                     | 62    |        |
| 4. November  | Bernd Windhausen                            | deutscher Fußballspieler                                                        | 72    |        |
| 3. November  | Luise Abramowski                            | deutsche Theologin und Kirchenhistorikerin                                      | 86    |        |
| 3. November  | Sadashiv Amrapurkar                         | indischer Schauspieler                                                          | 64    |        |
| 3. November  | Donald Chung                                | US-amerikanischer Koreakriegsveteran                                            | 82    |        |
| 3. November  | Jeremy Dale                                 | US-amerikanischer Comicbuchautor                                                | 34    |        |
| 3. November  | Georg Ettl                                  | deutscher Bildhauer, Maler und Kunstprofessor                                   | 74    |        |
| 3. November  | Mariam Fakhr Eddine                         | ägyptische Schauspielerin                                                       | 81    |        |
| 3. November  | Jackie Fairweather                          | australische Triathletin                                                        | 46    |        |
| 3. November  | Coco Fernández                              | uruguayisch-spanischer Komponist und Pianist                                    | 49    |        |
| 3. November  | Frits Hoogerheide                           | niederländischer Radrennfahrer                                                  | 70    |        |
| 3. November  | Klaus Kreuzeder                             | deutscher Saxophonist                                                           | 64    |        |
| 3. November  | Tinus Linee                                 | südafrikanischer Rugby-Spieler                                                  | 45    |        |
| 3. November  | Branimir Lukšić                             | kroatischer Rechtswissenschaftler und Politiker                                 | 79    |        |
| 3. November  | Tom Magliozzi                               | US-amerikanischer Radiomoderator                                                | 77    |        |
| 3. November  | Augusto Martelli                            | italienischer Komponist, Dirigent und Arrangeur                                 | 74    |        |
| 3. November  | Marcelle Martin                             | kanadische Pianistin und Musikpädagogin                                         | 97    |        |
| 3. November  | Giuseppe Molina                             | italienischer Tischtennisspieler                                                | ≈83   |        |
| 3. November  | Franklin Reyes                              | kubanischer Fotograf und Fotojournalist                                         | 39    |        |
| 3. November  | Benno Schulthess                            | Schweizer Maler, Grafiker und Bildhauer                                         | 76    |        |
| 3. November  | Erich Stammer                               | deutscher Radrennfahrer                                                         | 89    | [ 26 ] |
| 3. November  | Nina Timofejewa                             | sowjetische bzw. russische Balletttänzerin                                      | 79    |        |
| 3. November  | Gordon Tullock                              | US-amerikanischer Rechts- und Wirtschaftswissenschaftler                        | 92    |        |
| 2. November  | Hans Detlev Becker                          | deutscher Journalist und Zeitungsmanager                                        | 93    |        |
| 2. November  | Acker Bilk                                  | britischer Jazz-Klarinettist                                                    | 85    |        |
| 2. November  | Jay Borade                                  | indischer Choreograf                                                            | 77    |        |
| 2. November  | Michael Coleman                             | US-amerikanischer Bluesmusiker                                                  | 58    |        |
| 2. November  | Pierre Daix                                 | französischer Résistancekämpfer und Journalist                                  | 92    |        |
| 2. November  | Rudolf Haug                                 | deutscher Bekleidungstechnologe                                                 | 65    |        |
| 2. November  | Fumiko Hayashida                            | US-amerikanische Kriegsinternierte                                              | 103   |        |
| 2. November  | Veljko Kadijević                            | russisch-jugoslawischer Militär und Politiker                                   | 88    |        |
| 2. November  | Larry Latham                                | US-amerikanischer Animator, Filmregisseur und -produzent                        | 61    |        |
| 2. November  | Georgi Milanow                              | bulgarischer Eishockeyspieler und -trainer                                      | 62    |        |
| 2. November  | Christiane Minazzoli                        | französische Schauspielerin                                                     | 83    |        |
| 2. November  | Harry Mohr                                  | deutscher Künstler                                                              | 63    |        |
| 2. November  | Anton Nekovar                               | österreichischer Schauspieler, Dramaturg und Theaterintendant                   | 64    | [ 27 ] |
| 2. November  | Wim Schamp                                  | belgischer Werbefachmann                                                        | 60    |        |
| 2. November  | Nikolaus Senn                               | Schweizer Bankmanager                                                           | 88    |        |
| 2. November  | Herman Sarkowsky                            | US-amerikanischer Geschäftsmann, Philanthrop und Sportfunktionär                | 89    |        |
| 2. November  | Wladimir Sutschilin                         | sowjetischer bzw. russischer Fußballspieler                                     | 64    |        |
| 2. November  | Tan Jin Eong                                | malaysischer Badmintonspieler                                                   | 87    |        |
| 2. November  | Shabtai Teveth                              | israelischer Historiker                                                         | 89    |        |
| 2. November  | Heinrich Treichl                            | österreichischer Bankier                                                        | 101   |        |
| 2. November  | Chris White                                 | US-amerikanischer Jazz-Bassist                                                  | 78    |        |
| 1. November  | Edson Décimo Alves Araújo                   | brasilianischer Fußballspieler                                                  | 27    |        |
| 1. November  | Joel Barnett                                | britischer Politiker                                                            | 91    |        |
| 1. November  | Gustau Biosca                               | spanischer Fußballspieler und -trainer                                          | 86    |        |
| 1. November  | Klaus Bölling                               | deutscher Publizist und Politiker                                               | 86    |        |
| 1. November  | Chris Bracey                                | britischer Lichtkünstler und -designer                                          | 59    |        |
| 1. November  | Benedict Cayenne                            | Mittelstreckenläufer aus Trinidad und Tobago                                    | 70    |        |
| 1. November  | Albert Först                                | brasilianisch-deutscher Bischof                                                 | 87    | [ 28 ] |
| 1. November  | Olle Häger                                  | schwedischer Journalist, Fernsehproduzent, Autor und Historiker                 | 79    |        |
| 1. November  | Paul Katzberger                             | österreichischer Architekt und Politiker                                        | 93    |        |
| 1. November  | Edin Løvås                                  | norwegischer Pfarrer und Autor                                                  | 93    |        |
| 1. November  | Brittany Maynard                            | US-amerikanische Sterbehilfeaktivistin                                          | 29    |        |
| 1. November  | Hubert de Montille                          | französischer Weinbauunternehmer                                                | 84    |        |
| 1. November  | Abednigo Ngcobo                             | südafrikanischer Fußballspieler                                                 | 64    |        |
| 1. November  | Donald Saddler                              | US-amerikanischer Tänzer und Choreograf                                         | 96    |        |
| 1. November  | Jürgen Schimanek                            | deutscher Journalist, Buchautor und Künstler                                    | 75    |        |
| 1. November  | Beverly Schmidt Blossom                     | US-amerikanische Tänzerin und Choreografin                                      | 88    |        |
| 1. November  | Ernesto „Pocho“ Scorziello                  | argentinischer Bandoneonist                                                     | 66    |        |
| 1. November  | Sheila Shulman                              | britische Rabbinerin                                                            | 77    |        |
| 1. November  | Tom Sneddon                                 | US-amerikanischer Jurist                                                        | 73    |        |
| 1. November  | Bernard Spitzer                             | US-amerikanischer Bauunternehmer und Philanthrop                                | 90    |        |
| 1. November  | Wayne Static                                | US-amerikanischer Rockmusiker                                                   | 48    |        |
| 1. November  | Adolf Stockleben                            | deutscher Politiker                                                             | 81    |        |
| 1. November  | Anna Vejvodová                              | tschechische Schauspielerin                                                     | 88    |        |
| 1. November  | Kazuko Yanaga                               | japanische Schauspielerin und Synchronsprecherin                                | 67    |        |